# Synophis bogerti
Synophis bogerti — вид змій родини полозових (Colubridae). Ендемік Еквадору. Вид названий на честь американського герпетолога Чарлза Мітчілла Богерта. Описаний у 2015 році.

## Поширення і екологія
Synophis bogerti мешкають на східних схилах Еквадорських Анд в провінції Напо. Вони живуть у вологих тропічних лісах, на висоті від 1000 до 1750 м над рівнем моря.